# Lukáš Nahodil
Lukáš Nahodil (* 28. července 1988, Třebíč, Československo) je český hokejový útočník hrající v týmu HC Olomouc.

## Kariéra
Patří mezi odchovance třebíčského hokejového klubu. V extralize odehrál více než 300 utkání, nejvíce za Dynamo Pardubice. V dresu tohoto klubu získal dva tituly mitra republiky – první v sezóně 2009/2010 a druhý v sezóně 2011/2012.
Sezónu 2017/2018 začínal v Kometě, odkud se v jejím průběhu přesunul na hostování do Mladé Boleslavi. Po skončení sezóny se vrátil zpět do Brna. V sezóně 2018/2019 odehrál prvních šest utkání v dresu Komety, pro přetlak útočníků v kádru přestoupil poté do Olomouce.